# Geschiedenis van de logica
De geschiedenis van de logica bestrijkt de ontwikkeling van logica, zoals deze in de geschiedenis van verschillende culturen en tradities is voorgekomen.

## Algemeen
Vele vroege culturen maakten gebruik van intrinsieke systemen voor het redeneren. Deze systemen voor logisch denken waren impliciet aanwezig en tot op zekere hoogte uitgewerkt bijvoorbeeld in Babylonië, maar bleven verder onbesproken. De expliciete analyse van methoden van redeneren en de ontwikkeling hiervan vindt men oorspronkelijk slechts in drie tradities:
- de logica in China
- de Indische logica
- en de Griekse filosofie.

Alhoewel exacte data onzeker zijn, vooral in het geval van India, is het mogelijk dat logica tot ontwikkeling kwam in alle drie de beschavingen rond de 4e eeuw v.Chr. De formele academische behandeling van moderne logica stamt van de Griekse traditie en in het bijzonder van de logica van Aristoteles, welke verder is ontwikkeld in de islamitische logica en hierop door middeleeuwse logica. De ontdekking van de Indische logica door Britse academici in de 18de eeuw heeft ook zijn invloed gehad op de moderne logica.

## Oosterse logica

### Logica in Mesopotamie
In Mesopotamië Esagil-kin-apli's medische Diagnostisch Handboek geschreven in de 11e eeuw voor Christus is gebaseerd op een logische set van axioma's en aannames. Dit werk bevat ook de moderne opvatting, dat men door het onderzoeken en inspecteren van symptomen van een patiënt, het mogelijk is om de ziekte te bepalen, haar oorzaak en verdere ontwikkeling, en de kansen op het herstel van de patiënt.
Gedurende de 8e en 7e eeuw voor Christus begonnen Babylonische astronomen gebruik te maken van het consistentiebewijs binnen hun systeem van planetaire voorspellingen. Dit was een belangrijke bijdrage aan de logica en de wetenschapsfilosofie. Het Babylonische gedachtegoed heeft een substantiële invloed gehad op het vroege Griekse denken.

### Logica in India
Twee van de zes Indiase filosofische scholen behandelen de logica: Nyaya en Vaisheshika. Hierbij bevat de Nyaya Sutras van de Aksapada Gautama de centrale tekst van de Nyaya school, een van de zes orthodoxe scholen van de Hindoeïstische filosofie. Deze realistische school ontwikkelde een vast vijfleden schema van gevolgtrekking, opgebouwd uit een aanvangspremisse, een redering, een voorbeeld, een toepassing en een conclusie. De idealistische Boeddhistische filosofie werd een hoofdopponent van deze Naiyayikas. Nagarjuna, de grondlegger van de Madhyamaka "middenweg" ontwikkelde een analyse, die bekendstaat als "catuskoti" of tetralemma.
{\displaystyle X} (bevestiging)
{\displaystyle \neg X} (ontkenning)
{\displaystyle X\land \neg X} (beide)
{\displaystyle \neg (X\lor \neg X)} (geen van beide)
Deze vierhoekige argumentatie kwam na systematisch onderzoek tot de bevestiging van een uitspraak, haar ontkenning, de gezamenlijke bevestiging en ontkenning en uiteindelijk tot de afwijzing van haar bevestiging en ontkenning.
In de 5de eeuw voor Christus was het met Dignaga en zijn opvolger Dharmakirti, dat de Boeddhistische logica tot grote hoogte opbloeide. Hun analyse richtte zich op de definitie en de noodzakelijke logische implicatie, "vyapti", ook bekend als de onveranderlijke "concomitance" of "pervasion". Aan deze zijde is een doctrine ontwikkeld, die bekendstaat als "apoha". Deze heeft betrekking op de zogenaamde inclusie en exclusie van gedefinieerde eigenschappen. De moeilijkheden, die dit met zich meebracht, stimuleerde een neo-scholastieke school van de Navya-Nyāya, die zich in de 16e eeuw richtte op een formele analyse van de gevolgtrekking.

### Logica in China
In China heeft een tijdgenoot van Confucius, genaamd Mozi of "Master Mo", een Mohistische school gesticht, wiens canons handelen over onderwerpen als gevolgtrekking en de voorwaarde om correcte conclusies te trekken.
In het bijzonder, is er één school uit het Mohisme voorgekomen, de "School der Namen", die zich verdienstelijk hebben gemaakt met vroeg onderzoek van de formele logica. Zo formuleerde de Chinese filosoof Gongsun Long (ca. 325–250 v. Chr.) de paradox "één en één kunnen niet twee worden, aangezien geen van beide twee wordt". In China is de traditionele academische studie van logica echter onderdrukt tijdens de Qin-dynastie op voorspraak van de rechtsfilosoof Han Feizi. Deze lijn van onderzoek verdween in China en kwam pas weer op met de introductie van de Indiase filosofie door het Boeddhisme.

### Logica in islamitische filosofie
Enige tijd na Mohammeds dood, werd in de islamitische wet het belang gehecht aan de formulering van standaarden voor de argumentatie. Dit gaf aanleiding tot een nieuwe benadering in de logica in de Kalam. Deze benadering werd later echter vervangen door ideeën uit de Griekse en Hellenistische filosofie, voorgesteld door een nieuwe groep Mu'tazili, die het Organon van Aristoteles hoog waardeerden.
Het werk van door het Hellenisme beïnvloede islamitische filosofen was cruciaal voor de ontvangst van de logica van Aristoteles in het middeleeuwse Europa, en ook de commentaren op het Organon van Averroes. Het werk van al-Farabi, Avicenna, al-Ghazali en andere logici, die de logica van Aristoteles vaak becommentariseerde en corrigeerde en hun eigen vorm van logica introduceerde, speelde ook een rol in verdere ontwikkeling van de middeleeuwse Europese logica.
Islamitische logica omvatte niet alleen de studie van formele patronen van gevolgtrekking en hun geldigheid maar ook de elementen van de taalfilosofie en elementen van kentheorie en metafysica. Door disputen met Arabische grammatici waren islamitische filosofen geïnteresseerd geraakt in de relatie tussen logica en natuurlijke taal, en veel van hun discussies waren gewijd aan het verband tussen enerzijds de onderwerpen en de doelen van de logica en anderzijds redeneren en spraak. Op het gebied van de formele logische analyse werkten zij de theorie van termen, proposities en syllogismen verder uit. Ze beschouwden het syllogisme als de basis van rationele argumentatie en de syllogistische theorie als de kern van de logica. Zelfs de poetica werd door veel islamitische logici beschouwd als een syllogistische kunstvorm.
Een belangrijk wapenfeit van de islamitische logici is onder meer de ontwikkeling van de "Logica van Avicenna" als vervanging van de Aristotelische logica. Avicenna's systeem van logica was verantwoordelijk voor de introductie van het hypothetisch syllogisme temporele modale logica, en inductieve logica. Andere belangrijke ontwikkelingen in de islamitische filosofen omvatten de ontwikkeling van een strenge citeerwetenschap, de isnad, en de ontwikkeling van een wetenschappelijke methode voor open onderzoek om uitspraken te weerleggen, de ijtihad, die op allerlei vragen kon worden toegepast.

## De Westerse logica
De geschiedenis van de Westerse logica kan worden onderverdeeld in vier perioden:
- De Antieke tijd
- De Middeleeuwen
- De Nieuwe tijd
- en de moderne ontwikkelingen.

Hierbij moet wel worden aangemerkt, dat van een geleidelijke ontwikkeling nauwelijks sprake was. Immanuel Kant zelfs was van opvatting, dat de logica sinds Aristoteles niet meer ontwikkeld was. Volgens hem had Aristoteles een definitief systeem voor de logica, die ook niet verder ontwikkeld kan worden. Kants opvatting over de ontwikkeling van de logica', bleef tot halverwege de 20e eeuw gezagdragend. Zijn opvatting over de perfectie van Aristoteles klassieke logica werd in de 19e eeuw al achterhaald met de ontwikkeling van de moderne symbolische logica.

### Antieke tijd

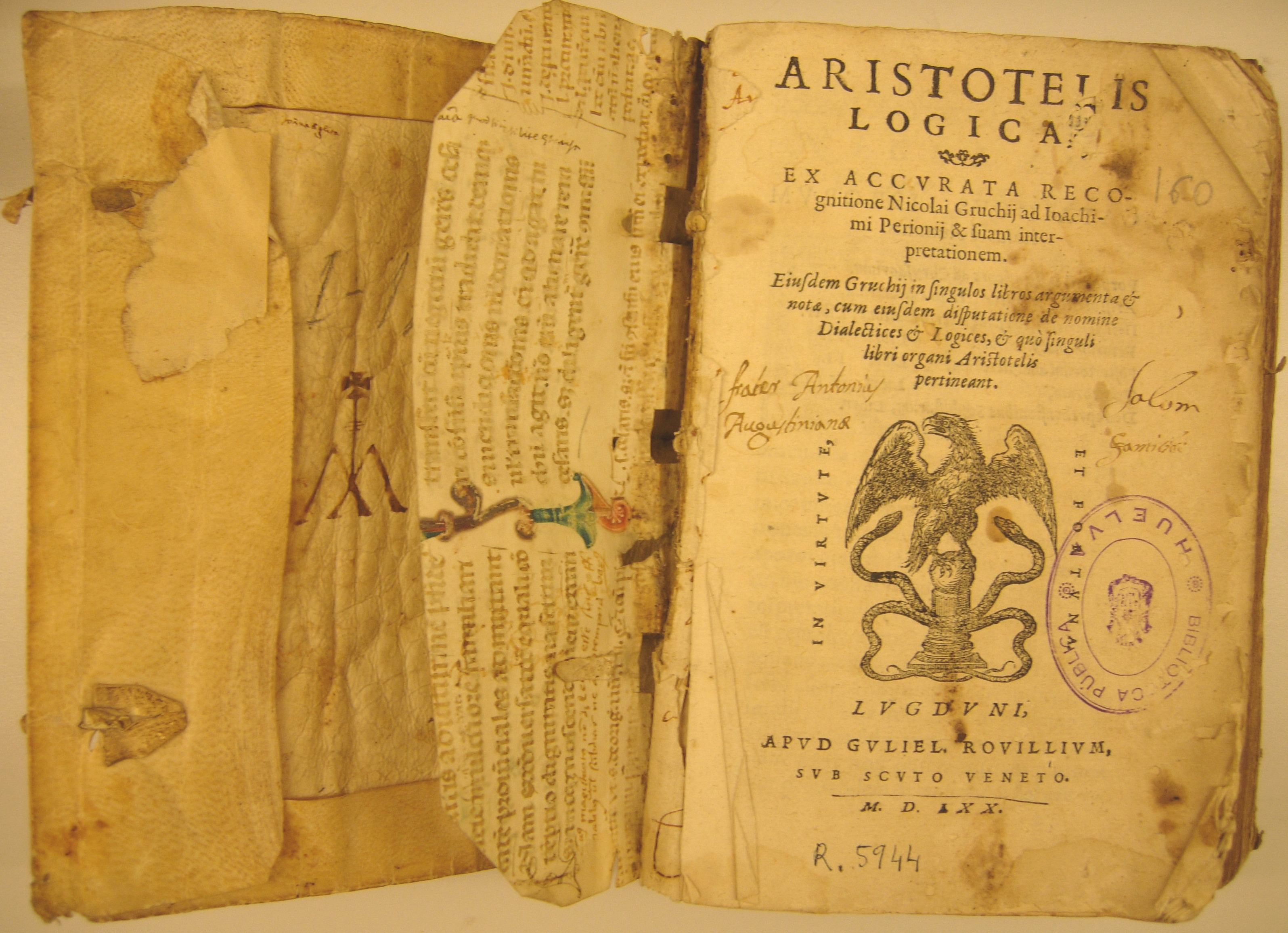
Uitgave van Aristoteles' Logica uit 1570.

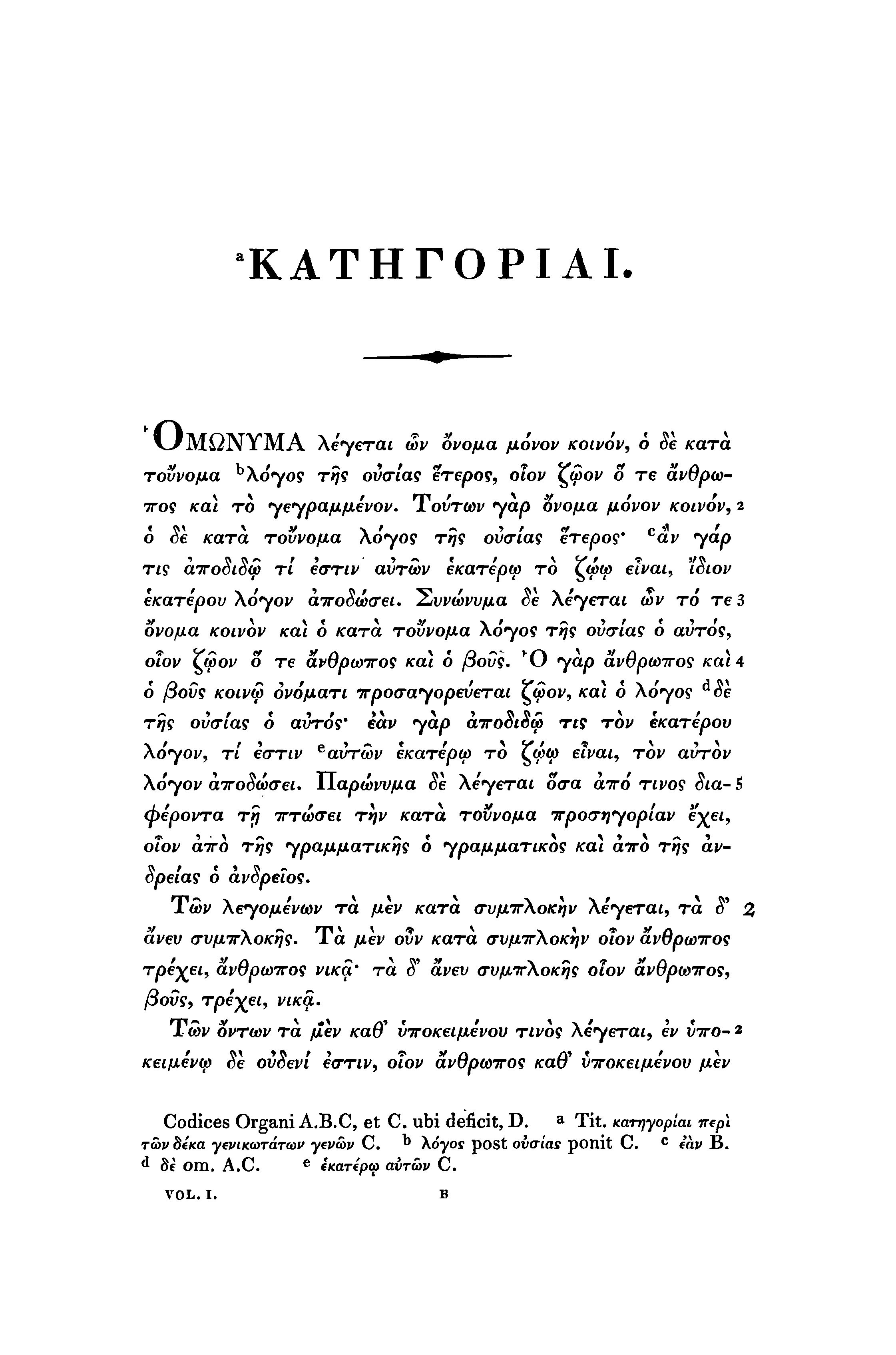
Voorpagina van Aristoteles' "De Categoriae. Het eerste boek van het Organon."

Aristoteles wordt algemeen beschouwd als grondlegger van de logica van de Antieke Griekse filosofie. Hij bediscussieerde in meerdere geschriften van zijn Organon thema's als begrip, bewering, definitie, bewijs en sluitredenering. In zijn logische werk Analytica priora ontwikkelt hij de syllogistiek, een formeel logisch systeem in de moderne zin, waarin een specifieke argumentatiestructuur onderzocht wordt. In een syllogisme wordt uit twee uitspraken, premissen genoemd, een derde uitspraak afgeleid, de conclusie genoemd. De uitspraken zetten op hun beurt bepaalde begrippen in een onderlinge samenhang. Zo wordt bijvoorbeeld met de formulering als "P komt alle S toe" uitgedrukt, dat alles dat onder het begrip S valt ook onder het begrip P valt. In de spraak van de middeleeuwse syllogistiek werd dit: "Alles S is P".
Een voorbeeld van een geldig syllogisme is de argumentatie: "Geen rechthoek is een kruis. Alle vierkanten zijn rechthoeken. En zo is geen vierkant een kruis". Logische systemen, waarin begrippen met elkaar in verband worden gebracht, wordt begripslogica genoemd.
In dit verlengde heeft Aristoteles in zijn Metafysica enige fundamentele basisprincipes van het menselijk denken ontwikkeld. Hiertoe rekenen we de wet van de non-contradictie en de Wet van de uitgesloten derde, die in de moderne logica weliswaar geen metafysische rol meer spelen, toch in logische principes nog gelden in de klassieke logica en ook in vele eigentijdse logische systemen.
In zijn omgang met syllogismen bedient Aristoteles zich van tegenwoordig nog gangbare methoden. Zo gebruikt hij het indirect bewijs en weerlegt syllogismes op een semantische wijze, waarbij hij tegenvoorbeelden aangeeft. Aansluitend schetst hij op het gebied van de Modale logica een uitwerking van de syllogistiek met logische operatoren als "noodzakelijk", "mogelijk", "onmogelijk" en "contingent". Veel van zijn grondstellingen formuleert Aristoteles als syllogismen, waaronder de transitieve relatie: "Is A alle B eigen en B alle C eigen, dan is A alle C eigen". Dit wordt ook wel de Barbara modulus genoemd.
Onafhankelijk van de Aristotelische logica ontwikkelt zich in de eeuw na Aristoteles in de Megarische en Stoïcijnse filosofiescholen een tweewaardige propositielogica. In een van de weinig overgeleverde fragmenten over de Megarische logica beschrijft Philo van Megare de oudste waarheidstabel met de logische implicatie. Dit werk wordt verder ontwikkeld door de Stoïcijnse filosoof Chrysippos van Soli. Hij ontwikkelde de eerst bekende axiomatische propositielogica met booleaanse operatoren in een Kalkül vorm en preekt de latere Stoïcijnse logica. Dit werk heeft grote invloed in de Antieke tijd maar gaat met de val van het Romeinse Rijk verloren. Pas met het werk van Jan Łukasiewicz en Benson Mates begin 20ste eeuw kreeg dit weer een opleving.

### De Middeleeuwen

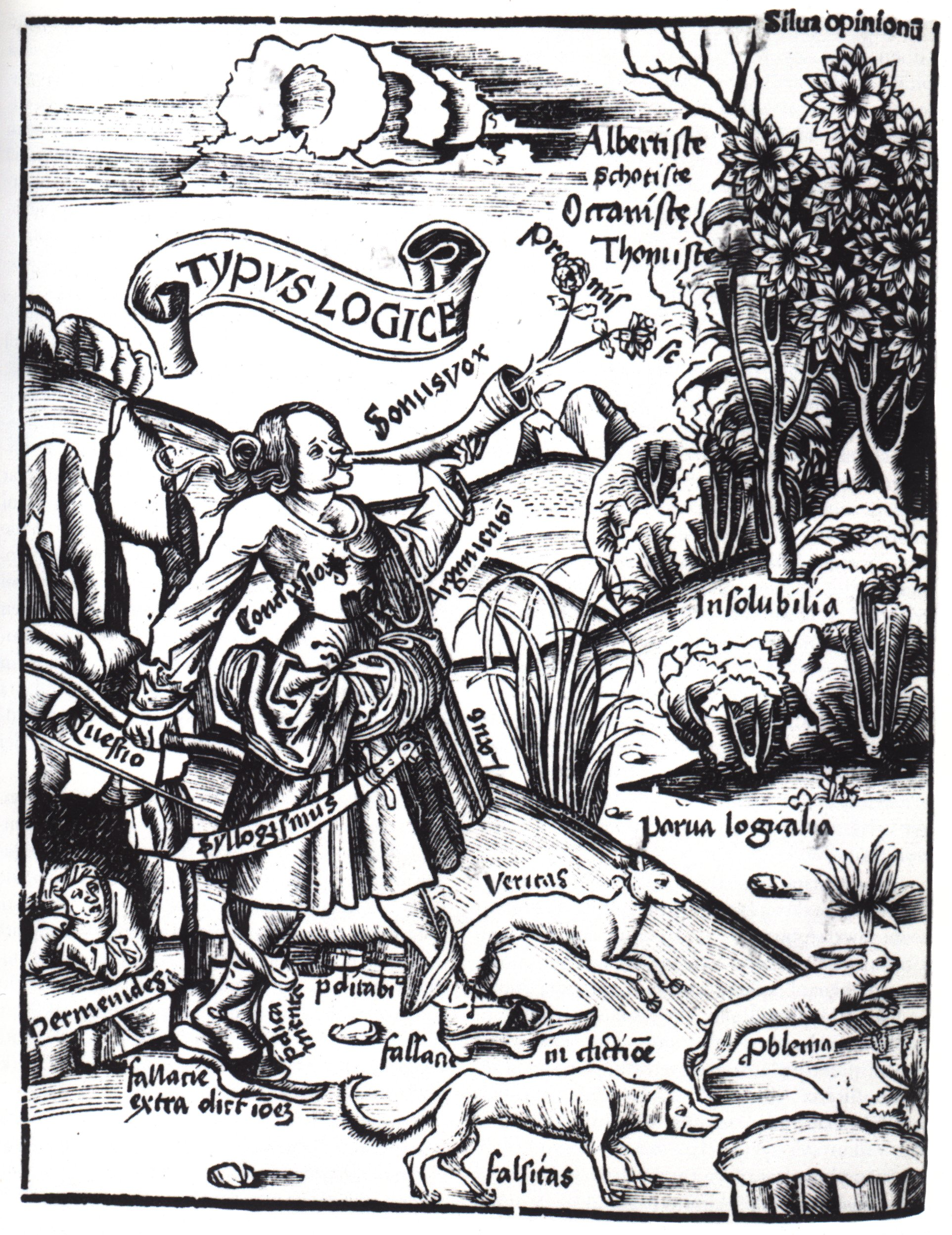
Gregor Reisch, "De logica presenteert haar centrale thema", uit: Margarita Philosophica, 1503/08. De beide honden veritas en falsitas jagen op de haas problema, gevolgd door de jager die is bewapend met het zwaard syllogismus.

Een tweede belangrijke periode voor de logica is de Middeleeuwen. Op de Middeleeuwse universiteit werd de logica bestudeerd als een van de Zeven vrije kunsten. De drie basisvakken, het trivium geheten, bestonden uit grammatica, retorica en logica. De studie van deze vakken vormde de basis voor alle andere studie aan de universiteit.
Rond het midden van de 13de eeuw bestond het onderwijs in de logica uit drie afzonderlijke tekst corpora. De logica vetus en de logica nova handelde over de overgeleverde logische geschriften, met name het Organon van Aristoteles en commentaren van Boëthius en van Porphyrius. De parva logicalia kan men als eigen schepping van de middeleeuwse logica bezien. Hier wordt afgezien van de antieke voorbeelden een hele rij van nieuwe probleemstellingen ontwikkeld op het grensgebied van de logica en de semantiek. Deze worden in van elkaar onafhankelijke traktaten bediscuseerd. Enige bekendere traktaattypen waren:
- De proprietatibus terminorum behandelt de eigenschappen van grondstoffen van niet-logische termen.
- De syncategorematicis onderzoekt de formele logische uitdrukking.
- De suppositio terminorum formuleert de middeleeuwse suppositie theorie.
- In de consequentiis gaat het om de gevolgtrekking.
- De insolubilibus heeft paradoxen als onderwerp
- De Relativis heeft betrekking op de eigenschappen van Anaforische gezegdes.
- De Modalibus onderzoekt de Modaliteit uitdrukking
- En in de Obligationibus gaat het om de logische randvoorwaarden voor een coherent dispuut.

De invloedrijkste middeleeuwse logici waren Petrus Abaelardus, William of Sherwood, Pietro Hispanus, Willem van Ockham en Johannes Buridanus.

### De Nieuwe Tijd
In de Nieuwe tijd bloeit ook de interesse op in logica. Wijdverbreid is echter de opvatting van Kant dat het systeem van de Aristotelische syllogistiek tot een afsluiting was gekomen, en dat er hierom verder niets te ontdekken viel. De bespreking van logica bleef in de 18e eeuw dan ook veelal beperkt tot de leerboeken. Uitzonderingen hierbij waren Gottfried Wilhelm Leibniz en Gottfried Ploucquet.
Pas in het midden van de negentiende eeuw vindt de logica weer bredere interesse, voornamelijk vanuit Engeland. Maatgevend is hier George Boole met zijn korte traktaat „The Mathematical Analysis of Logic“ (1847) en zijn latere hoofdwerk „Laws of Thought“ (1854). Het is Booles idee de logica als een mathematische calculus op te vatten, dat op de waarden 1 en 0 (waar en onwaar) gefundeerd is. Op klassesymbolen kunnen zodoende algebraïsche bewerkingen zoals optelling, vermenigvuldiging et cetera uitgevoerd worden. Op deze wijze ontwikkelt Boole een volledig systeem van predicatenlogica, die de syllogistiek als subsysteem bevat. Tegelijkertijd met Boole publiceert Augustus De Morgan zijn werk „Formal Logic“ 1847. De Morgan interesseert zich hier onder meer in een veralgemenisering van de syllogistiek op uitspraken van de vorm „De meeste A zijn B“. Een andere logicus in Engeland is John Venn, die met zijn boek „Symbolic Logic“ 1881 de beroemde venndiagrammen introduceert. In het logisch onderzoek zijn verder in Amerika Charles Sanders Peirce en in Duitsland Ernst Schröder actief.
De eigenlijke doorbraak in de moderne logica wordt echter gerealiseerd door Gottlob Frege, die als de (naast Aristoteles) belangrijkste logicus überhaupt beschouwd moet worden. In zijn Begriffschrift (1879) stelt hij voor de eerste maal een volledige tweede orde predicatenlogica voor. Hieruit ontwikkelt hij het idee van een formele taal en daarop voortbouwend de idee van een formeel bewijs, dat niets aan het toeval overlaat. Deze ideeën vormen een wezenlijke theoretische grondslag voor de ontwikkeling van de moderne computertechniek en de informatica. Freges' werk wordt door zijn tijdgenoten echter nauwelijks waargenomen; dit kan onder meer geweten worden aan zijn zeer moeilijk leesbare logische notatie. In de twee banden van de „Grundgesetze der Arithmetik“ die in 1893 en 1903 verschenen, probeert Frege de gehele wiskunde in een verzamelingenleer te axiomatiseren. In dit systeem systeem blijft echter een contradictie bestaan (de zogenaamde russellparadox), waarvan Frege in een beroemd geworden brief van Bertrand Russell uit 1902 kennisneemt.
Aan Russell zelf is het voorbehouden, tezamen met Alfred North Whitehead in de Principia Mathematica (1910) de eerste contradictievrije verzamelingenleer voor te stellen die als grondslag van de wiskunde kan dienen. De auteurs erkennen Frege in het voorwoord, aan hem waren zij het meeste schuldig qua "logisch-analytische vragen". In tegenstelling tot Freges werk wordt de Principia Mathematica een doorslaggevend succes. Een grond hiervoor kan men onder meer in de door Russell en Whitehead gebruikte notatie zien, die nog steeds gewoon is. Aanzet tot deze notatie leverde Giuseppe Peano, een veelbetekenend 19e-eeuws logicus, die Russell in het jaar 1900 op een congres leerde kennen. Naast zijn gedachten over de logische notatie is Peano vooral bekend om zijn axiomatisering van de getaltheorie (de zogenaamde axioma's van Peano).

### De Moderne tijd
In 1903 hebben Alfred North Whitehead en Bertrand Russell getracht om de logica formeel op te werken tot de hoeksteen van de wiskunde, uitgewerkt met de publicatie van Principia Mathematica. Met uitzondering van het elementair gedeelte worden deze beginselen niet meer gebruikt en zijn grotendeels vervangen door de verzamelingenleer.
Het propositielogische deel van de „Principia Mathematica“ dient als uitgangspunt voor de ontwikkeling van een grote verzameling metalogische begrippen. In zijn habilitatieschrift uit 1918 toont Paul Bernays (voortwerkend op het werk van David Hilbert) contradictieloosheid, syntactische en semantische volledigheid en onderscheidbaarheid en onderzoek de onafhankelijkheid van de axioma's (waarbij hij vaststelt, dat een van de axioma's feitelijk onafhankelijk, maar ook overbodig, is).
Naast de axiomatische methode van de „Principia“ worden verdere calculustypen ontwikkeld. In 1934 presenteert Gerhard Gentzen zijn systeem van de natuurlijke deductie en zijn sequentiecalculus. Hierop voortbouwend ontwikkelt Evert Willem Beth in 1959 het semantisch tableau. Weer hierop oriënteert Paul Lorenzen zich bij zijn dialogische logica.
De moderne logica brengt uiteindelijk de ontwikkeling van een semantiek van de predicaatlogica voort. Belangrijk voorwerk hiervoor is de stelling van Löwenheim-Skolem (voor het eerst bewezen door Leopold Löwenheim in 1915, een algemeen resultaat toont Thoralf Skolem in 1920). Kurt Gödel bewijst in 1929 de volledigheid van de eerste orde predicaatlogica (de zgn. Volledigheidstelling van Gödel) en in 1930 de onvolledigheid van de Peano-aritmetica (Gödels onvolledigheidsstelling). In 1933 formuleert Alfred Tarski een waarheidstheorie voor de predicatenlogica.
Verdere belangrijke gebeurtenissen in de geschiedenis van de moderne logica zijn de ontwikkeling van de intuïtionistische logica, van de modale logica, van de lambdacalculus, van de typentheorie en de hogere orde logica. Een belangrijke tendens in de moderne logica is ook de ontwikkeling van geautomatiseerde bewijzen (zie ook kunstmatige intelligentie) evenals de toepassing van de logica in de informatica door formele methoden.

## Onderzoek en onderwijs in Nederland

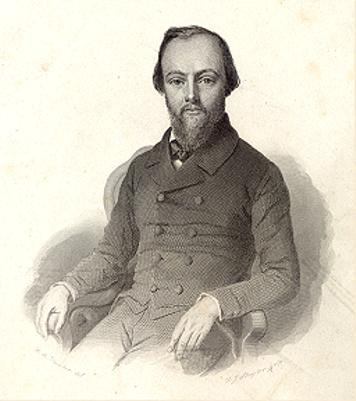
Portret van C.W. Opzoomer.

In 1846 werd C.W. Opzoomer buitengewoon hoogleraar in de wijsbegeerte aan de Utrechtse universiteit. Zijn inaugurele rede in 1846 De wijsbegeerte den mensch met zichzelven verzoenende was de eerste inaugurele rede in Nederland, die in het Nederlands, in plaats van in het Latijn, werd uitgesproken. Met zijn boek "De weg der wetenschap : Een handboek der logica" uit 1851 presenteerde hij zijn inleiding in de logica. Dit script werkte hij verder uit in het boek Het wezen der kennis : een leesboek der logika uit 1863. Een tijdgenoot van Opzoomer was Jan Pieter Nicolaas Land (1834-1897).
Opzoomer werd in 1890 opgevolgd door zijn leerling Bernard van der Wijck (1836-1925), die sinds 1863 hoogleraar Wijsbegeerte was geweest in Groningen. In Groningen werd Van der Wijck opgevolgd door Gerard Heymans. In Amsterdam trad rond die tijd Gerrit Mannoury in de voorgrond, die een inspiratie waren voor Evert Willem Beth en ook nog voor Adriaan de Groot.
In Nederland is in 1946 Evert Willem Beth benoemd tot buitengewoon hoogleraar in de logica en haar geschiedenis en de filosofie der exacte wetenschappen aan de Universiteit van Amsterdam en in 1948 volgt hier zijn benoeming tot gewoon hoogleraar.
Vanaf 1982 werkt de huidige professor W.R. de Jong als docent met een zelfstandige leeropdracht logica, wijsbegeerte van de logica en geschiedenis van de logica. Hij doceert tegenwoordig geschiedenis van de moderne wijsbegeerte, (wijsgerige) logica en taalfilosofie. Meer toegespitst gaat zijn aandacht en belangstelling in de eerste plaats uit naar problemen en inzichten uit kentheorie, ontologie, taalfilosofie, logica en wetenschapsfilosofie op basis van een sterk ideeënhistorische benadering en aanpak.